# Albert C. Schaeffer
Albert Charles Schaeffer, genannt Al Schaeffer, (* 13. August 1907 in Belvidere, Illinois; † 2. Februar 1957) war ein US-amerikanischer Mathematiker, der sich mit komplexer Analysis beschäftigte.

## Leben
Schaeffer wurde als Sohn von Albert John und Mary Plane Schaeffer geb. Herrick geboren. Er studierte Bauingenieurwesen an der University of Wisconsin (Bachelor 1930) und war von 1930 bis 1933 als Highwayingenieur tätig. 1936 promovierte in Mathematik bei Eberhard Hopf am Massachusetts Institute of Technology. Danach war er Instructor an der Purdue University. 1939 kam er als Instructor an die Stanford University, wo er 1941 Assistant Professor, 1943 Associate Professor und 1946 Professor wurde. 1947 bis 1950 war Schaeffer Professor an der Purdue University. 1950 bis 1957 war er Professor an der University of Wisconsin, 1956/57 als Vorsitzender der Mathematik-Fakultät.
Schaeffer arbeitete mit Donald Spencer an der Stanford University über Variationsprobleme der konformen Abbildungen, zum Beispiel Koeffizientenbereiche für schlichte Funktionen (das heißt analytisch und eineindeutig), ein Problem aus dem Umfeld der Bieberbach-Vermutung, die sie für den dritten Koeffizienten bestätigen konnten (was aber schon durch Charles Loewner bewiesen war). Ihr Ziel war der Beweis für den vierten Koeffizienten, was aber die numerische Integration von etwa einer Million Differentialgleichungen erfordert hätte. Wenig später verbesserten Paul Garabedian und Max Schiffer ebenfalls in Stanford ihre Methode, reduzierten die Anzahl der nötigen Integrationen und Garabedian konnte das Problem lösen. 1948 erhielten Schaeffer und Spencer den Bôcher Memorial Prize für ihre Arbeiten über schlichte Funktionen.
1931 heiratete er Caroline Juliette Marsh, mit der er zwei Söhne und eine Tochter hatte.

## Schriften
- mit Donald Spencer: Coefficient functions for schlicht regions, American Mathematical Society Colloquium Publications 1950